# Nena Šešić-Fišer
Nena Šešić-Fišer (Bjelovar) - hrvatska slikarica, plesačica, scenografkinja, autorica animiranih filmova i izvođačica etno glazbe

Rođena je u Bjelovaru. Ima dvije sestre Nadu i Radu Šešić. Pohađala je gimnaziju i školu klasičnih plesova u Bjelovaru. Završila je Pravni fakultet u Zagrebu. Plesala je u KUD-u "Joža Vlahović". Nakon toga je studirala na Akademiji likovnih umjetnosti u Sarajevu. Tamo je upoznala supruga Nenada Fišera, sada sveučilišnog profesora. Zbog rata u Sarajevu 1993. sa suprugom je otišla u Nizozemsku u grad Utrecht. Slika inspirirana poviješću i mitologijom. Njeni radovi i instalacije izlagani su u Nizozemskoj, Hrvatskoj, Engleskoj, Italiji, Francuskoj, Ukrajini, Njemačkoj, Australiji i Kanadi. Nizozemska televizija snimila je dokumentarne filmove o njenom radu. Pleše i podučava španjolski ples flamenko i indijske plesove. Svira harmoniku i etno glazbu. Autorica je animiranih i umjetničkih filmova.